# Arthur Liebehenschel
Arthur Liebehenschel (Poznań, 1901. november 25. – Krakkó, 1948. január 24. vagy 1948. január 28.) az auschwitzi és majdaneki haláltáborok parancsnoka volt a második világháborúban.

## Élete
Liebehenschel Posenben (Poznań) született, közgazdaságtant és közigazgatást tanult.
1932-ben belépett az NSDAP-ba, majd 1934-ben az SS-be, ahol a halálfejes-osztagnál (Totenkopfverbände) szolgált. Rövidesen a különböző koncentrációs táborokhoz került (Lichtenburg), a koncentrációs táborok felügyelője lett, továbbá az SS gazdasági osztályánál osztályvezetőként dolgozott.
1943. november 10-én Liebehenschelt kinevezték az auschwitzi megsemmisítő tábor parancsnokának. 1944. május 19-én a majdaneki megsemmisítő tábor parancsnoka lett. A háború után amerikai hadifogságba került és Lengyelországba szállították. Az Auschwitz-perben Krakkóban halálra ítélték és 1948. január 28-án kivégezték.